# Élections constituantes de 1945 à Saint-Pierre-et-Miquelon
Les élections constituantes françaises de 1945 se déroulent le 21 octobre.

## Mode de scrutin
Les députés métropolitains sont élus selon le système de représentation proportionnelle suivant la règle de la plus forte moyenne dans le département, sans panachage ni vote préférentiel. Il y a 586 sièges à pourvoir.
Dans le département de Saint-Pierre-et-Miquelon, un député est à élire au scrutin uninominal majoritaire à deux tours. 
Un second tour est prévu le 4 novembre si aucun candidat ne dépasse les 50%.

## Élus
Le député élu est : 
| Identité       | Parti |
| -------------- | ----- |
| Henri Debidour | UDSR  |

## Résultats
| Parti    | Parti    | Tête de liste              | 1er tour | 1er tour | 2e tour | 2e tour |
| Parti    | Parti    | Tête de liste              | Voix     | %        | Voix    | %       |
| -------- | -------- | -------------------------- | -------- | -------- | ------- | ------- |
|          | UDSR     | Henri Debidour             | 893      | 47,53    | 1 058   | 48,87   |
|          | Vichyste | Gilbert de Bournat         | 500      | 26,61    |         |         |
|          | MRP      | Dominique-Antoine Laurelli | -        | -        | 641     | 29,61   |
|          | MRP      | Henri Claireaux            | 486      | 25,87    | 466     | 21,52   |
|          |          |                            |          |          |         |         |
| Inscrits | Inscrits | Inscrits                   | 2 487    | 100,00   | 2 487   | 100,00  |
| Votants  | Votants  | Votants                    | 2 185    | 87,86    | 2 178   | 87,58   |
| Votants  | Votants  | Votants                    | 306      | 14,00    | 13      | 0,60    |
| Exprimés | Exprimés | Exprimés                   | 1 879    | 86,00    | 2 165   | 99,40   |

Gilbert de Bournat, ancien administrateur n'ayant pas été révoqué par le gouvernement de Vichy, interdit de séjour par l'administration locale, s'était présenté depuis Terre-Neuve. Il se désista pour le deuxième tour.